# Sollicitudo Rei Socialis
Sollicitudo Rei Socialis (hrv. društvene brige) je sedma enciklika pape Ivana Pavla II. objavljena 30. prosinca 1987.
Enciklika je posvećena socijalnom nauku Katoličke Crkve i razmatra globalne društvene, ekonomske i političke probleme suvremenog svijeta. Vremenski se podudara s 20. obljetnicom objavljivanja enciklike Populorum progressio i ima mnogo toga zajedničkog s njom i s drugim socijalnim papinskim enciklikama. Sastoji od 7 poglavlja.
Zadatak enciklike je moralno i teološko vrednovanje trenutnog stanja u području odnosa s javnošću i identificirati socijalne probleme u Crkvi. Rezultat je opsežnih konzultacija i rasprava u Rimskoj kuriji. Za razliku od brojnih enciklika koje je papa Ivan Pavao II. napisao u cijelosti, ova je plod dugogodišnjeg rada mnogih ljudi. Ivan Pavao II. je pripremio niz ključnih točaka koje je želio da odražavaju ovu encikliku. Nacrt enciklike je pripremilo posebno povjerenstvo, a rezultati su dati Papi za konačnu inačicu.
Enciklika kaže, da je socijalni nauk Crkve kritičan prema liberalnom kapitalizmu i marksizmu. Mnogo pažnje pridaje se zemljama u razvoju "trećeg svijeta" (Papa i govori o "četvrtom svijetu", spominjući najsiromašnije zemlje na svijetu). Ivan Pavao II. navodi da u 20 godina od objavljivanja enciklike Populorum progressio problemi zemalja u razvoju nisu manji. Iako Papa naglašava vezu između ekonomske zaostalosti i društvenih i kulturnih bolesti društva, u isto vrijeme kritizira ideju da gomilanje bogatstva nepovratno vodi do ljudske sreće.
Ivan Pavao II. priznaje da Crkva ne može dati univerzalni recept za prevladavanje problema suvremenoga svijeta, ali inzistira na tome da Crkva može pridonijeti naporima za njihovo rješavanje, posebno u pitanjima siromašnih i potrebitih i ljudi željnih socijalne pravde. Enciklika ne odobrava teologiju oslobođenja s njenim marksističkim elementima, ali odobrava želju ljudi za oslobođenje od svih oblika ropstva.